# Мочернюк Михайло Васильович
Миха́йло Васи́льович Мочерню́к (27 серпня 1974, с-ще Борівське, Шевченківський район Харківська область, Українська РСР — 16 червня 2017, смт Новотошківське, Попаснянський район, Луганська область, Україна) — старший солдат Збройних сил України, учасник російсько-української війни.

## Біографія
Народився 1974 року у селищі Борівське на Харківщині.
Під час російської збройної агресії проти України виконував завдання на території проведення антитерористичній операції, зокрема в районі «Бахмутської траси» на Луганщині.
Старший солдат, механік-водій 93-ї окремої механізованої бригади, військова частина А1302, смт Черкаське, Дніпропетровська область.
16 червня 2017 року близько 4:20 спостережний пост українських захисників поблизу смт Новотошківське був обстріляний ворожим снайпером з напрямку окупованого селища Голубівського. Старший солдат Мочернюк дістав смертельне поранення кулею калібру 12,7 мм.
Похований на кладовищі рідного селища Борівського.

## Нагороди та вшанування
- Указом Президента України № 318/2017 від 11 жовтня 2017 року, за особисту мужність і самовіддані дії, виявлені у захисті державного суверенітету та територіальної цілісності України, зразкове виконання військового обов'язку, нагороджений орденом «За мужність» III ступеня (посмертно)[3].